# Leubucó (Buenos Aires)
Leubucó, Leuvucó o Estación Leubucó (Villa Martín Ayerúa) es una localidad del Partido de Adolfo Alsina, Provincia de Buenos Aires, Argentina. 

## Población
Durante los censos nacionales del INDEC de 2001 y 2010 fue considerada como población rural dispersa, por lo tanto no se conocen datos estadísticos de su población actual.

## Historia
- 13 de agosto de 1876, se dicta la ley del Congreso Nacional para ocupar los ríos Negro y Neuquén
- 5 de octubre de 1876, se autoriza a invertir $ 1.600.000 en ejecutar aquella ley, sobre la base de tierras ubicadas al oeste de la prov. de Buenos Aires, por inscripción pública del valor a invertir: cuatro mil títulos de $ 400, en lotes de 10 000 ha, sobre cinco secciones de tierras públicas.  Villa Martín Ayerúa está en la 2ª sección, Partidos de Pellegrini, Salliqueló, Tres Lomas y parte de Rivadavia, Trenque Lauquen, Guaminí y Adolfo Alsina.  El espíritu de la ley se quebró en evitar la concentración de tierras y muchos lotes fueran a pocos. Ej. es Saturnino Unzué que tenía en esta 2ª sección 210.000 ha,  el lote 109 era la Villa Ayerúa.
- 6 de octubre de 1904, el PEN sanciona una ley de concesión de tres ramales de FF.CC., uno era Salliqueló-Rivera de 51,5 km, ramal que empezó a construirse en ese año y que fue habilitado el 31 de diciembre de 1909. La Estación Leubucó, finalmente fue ubicada en el "km 36,500" del ramal.
- 1907, por decreto del PEN se aprueba la planimetría del ramal Salliqueló-Rivera entre cuyas estaciones se encuentra la "Estación Leubucó".  En ese mismo año el Ferrocarril de Bahía Blanca y Noroeste recibe la donación de Saturnino Unzué de 2 lotes; uno de 27,48 ha y otro de 17,6 ha para Estación y vías.
- 31 de diciembre de 1909,  se habilita la "Estación de ferrocarril Leubucó".
- 1919, las ha de Unzué fueron vendidas a Martín Ayerúa
- 6 de enero de 1930,  en nota al Ministro de Obras Públicas,  Francisco M. Ayerúa solicita autorización para fundar un pueblo alrededor de la "Estación Leubucó" en el "km 258" del ramal Rivera a Salliqueló del F.C. Sarmiento y propone como nombre  "Villa Martín Ayerúa". El pueblo constaba de 32 manzanas regulares, divididas en solares y cuatro quintas de 1,5 ha a 5,5 ha; y Francisco Ayerúa se comprometía a escriturar a favor del Fisco las reservas para usos públicos.
- 10 de junio de 1930,  se funda la "Villa Martín Ayerúa". El agrimensor Arturo Dubois efectúa el replanteo.

## Toponimia
Sobre documentos del Dto. de Investigación Histórica y Cartográfica, de la Dirección de Geodesia, del Ministerio de Obras y Servicios Públicos de la Provincia de Buenos Aires, Martín Ayerúa en 1919 compra tierras a Saturnino Unzué fue el padre de Francisco Martín Ayerúa quién al presentar el plano del pueblo quiso honrar la memoria de Martín,  fallecido entre 1927 y 1928.